# Autopista San Antonio-Santiago
La Autopista San Antonio-Santiago Ruta 78, también conocida popularmente como Autopista del Sol, es la denominación de la autopista chilena de peaje que recorre las regiones de Valparaíso y Metropolitana de Santiago, en el Valle Central de Chile, desde Santiago hasta San Antonio.
Corresponde a la carretera Ruta CH-78 que abarca las Regiones de Valparaíso y Metropolitana de Santiago en el Valle Central. La ruta se inicia en el Enlace Isabel Riquelme de la Autopista Central de Santiago y finaliza en el Enlace Aguas Buenas de San Antonio.

## Primera concesión
En 2012, la concesión se extendió a 28 años y, en 2017, el contrato se prorrogó hasta 2021.
El controlador de la empresa de la primera concesión es Vías Chile, la unidad local de la firma española Abertis Infraestructura, a través de su filial Infraestructura Dos Mil (I2000).
La segunda concesión, desde 2022, está a cargo de la empresa Sacyr.

## Autopista San Antonio-Santiago Ruta 78

### Tramos de la Autopista
- Troncal Santiago·Aguas Buenas 38,3 km de triple calzada, y 66,3 km de doble calzada.
- Ramal Leyda·Santo Domingo 16 km de simple calzada.
- Ramal Aguas Buenas·San Antonio 3,6 km de simple calzada.
- Ramal Puerto de San Antonio 7 km de doble calzada, inaugurados el año 2007 (duplicación de simple calzada) con un túnel en Barrancas.

## Enlaces en la Autopista

### Autopista San Antonio-Santiago Ruta 78
- kilómetro 0 Autopista Central Eje Norte Sur. Centro de Justicia y Penal Santiago 1 (avenida Isabel Riquelme).
- kilómetro 2 Bascuñán Guerrero, Zanjón de la Aguada.
- kilómetro 3 Autopista Central Eje General Velásquez.
- kilómetro 4 Avenida Pedro Aguirre Cerda, Viaducto avenida Las Rejas, Población Santiago, Villa Suiza de Cerrillos.
- kilómetro 6 Paso inferior avenida Lo Errázuriz.
- kilómetro 7 Paso inferior avenida Las Torres, Cerrillos, Maipú.
- kilómetro 8 Paso Inferior Segunda Transversal, a Maipú.
- kilómetro 9 Avenida Circunvalación Américo Vespucio a EIM Del Sol (solo buses Pullman Bus y rurales), Cerrillos, Pudahuel, Quilicura, La Cisterna, La Florida y Ñuñoa.
- kilómetro 10 Túnel Pajaritos Riesco.
- kilómetro 11 Paso Superior La Farfana.
- kilómetro 12 Paso Inferior El Rosal-El Olimpo.
- kilómetro 15 Paso Superior Rinconada, a Maipú.
- kilómetro 16 Paso Inferior Portales.
- kilómetro 18 Paso Inferior Silva Carvallo.
- kilómetro 22 Padre Hurtado, Cuesta Barriga, Camino San Alberto Hurtado.
- kilómetro 25 Peñaflor, avenida Camino a Melipilla.
- kilómetro 29 Malloco, Calera de Tango, San Bernardo.
- kilómetro 35 El Oliveto, Talagante
- kilómetro 39 Talagante, Isla de Maipo.
- kilómetro 43 Santa Adriana, El Monte.
- kilómetro 45 Monumento a víctimas accidente "Tur-Bus", ocurrido en noviembre de 2010.
- kilómetro 48 Puente Manuel Rodríguez.
- kilómetro 50 Tenencia Carabineros Melipilla.
- kilómetro 53 Puente El Paico, a Padre Hurtado y Melipilla.
- kilómetro 59 Paso Chiñihue El Cristo.
- kilómetro 62 Pomaire, Mallarauco.
- kilómetro 63 Variante Melipilla, a Chocalán, San Pedro, Alhué, Lago Rapel, La Estrella, Litueche y Pichilemu.
- kilómetro 65 Acceso oriente a Melipilla.
- kilómetro 68 Paso Melipilla, acceso poniente a Santa Julia, Rumay y San José
- kilómetro 70 Clínica Los Maitenes, a San Antonio.
- kilómetro 73 Esmeralda, Melipilla, Puangue.
- kilómetro 76 Lumbrera.
- kilómetro 79 Estero Puangue.
- kilómetro 84 Paso Sepultura, Límite Regional.
- kilómetro 91 Leyda, Santo Domingo, Lo Gallardo.
- kilómetro 101 Malvilla, Casablanca (Chile).
- kilómetro 104 Red Vial Litoral Central, San Antonio, Cartagena, Aguas Buenas.

### Acceso al Puerto de San Antonio
- kilómetro 0 Autopista del Sol, parque industrial de San Antonio.
- kilómetro 3 Acceso a Lo Gallardo y La Bandurria.
- kilómetro 4 barrio Industrial.
- kilómetro 5 Acceso a Llolleo y carretera de la Fruta.
- kilómetro 6 Túnel Barrancas.
- kilómetro 7 Acceso sur al Puerto.

### Plazas de Peajes

#### Peaje Troncal en Ambas calzadas de la Autopista: $ 2.800 - $ 4200 (2019-2020)
- Kilómetro 66-Melipilla.

#### Peajes Laterales de Entrada y salida de la Autopista
Primeros Peajes Laterales a $ 700.- (2023):
- Kilómetro 8,7- Américo Vespucio Autopista Vespucio Sur, Cerrillos y Vespucio Norte Express, Ruta 68, Aeropuerto.
- Kilómetro 14,4- Rinconada Maipú, Rinconada.

Siguientes Peajes Laterales a $ 900.- (2023):
- Kilómetro 21,3-Valparaíso y Padre Hurtado
- Kilómetro 28,5-Malloco y Calera de Tango

Siguientes Peajes Laterales a $ 1.400 - $ 2.100.- (2019):
- Kilómetro 38,6-Talagante e Isla de Maipo.
- Kilómetro 43,5-El Monte y Santa Adriana.

Siguiente Peaje Lateral a $ 1.600 - $ 2.450.- (2019)
- Kilómetro 51,5-El Paico y Chiñihue.

Siguiente Peaje Lateral a $ 1.850 - $ 2.750.- (2019)
- Kilómetro 61,7-Pomaire.

En Melipilla el Boleto de Peaje es liberado en la variante:
- Kilómetro 65,7-Rapel (A San Antonio, Puangue)
- Kilómetro 65,7-Melipilla 2. (A Santiago, Talagante)

Último Peaje Lateral a $ 1.050 - $ 1.550.- (2019):
- Kilómetro 81,0-Puangue y Cuncumén.

## Controversias
En otro ámbito, en esta carretera ocurrió el peor accidente de bus de la región metropolitana. El 23 de noviembre de 2010 un bus de la empresa Tur-Bus, proveniente de San Antonio a Santiago, perdió el control, cruzando hacia la calzada contraria de la autopista, colisionando con un camión que transportaba huevos. El saldo final fue de 20 fallecidos aproximadamente.